# 천구좌표계

어떠한 천체의 은하, 황도, 적도 좌표계가 천구 위에 투영되어 있는 모습으로, 적도 및 황도 좌표계는 춘분점을 기준점으로 사용하며, 은하 좌표계는 은하 중심을 기준점으로 사용한다. 좌표의 원점, 즉 천구의 중앙은 각 좌표계마다 정의가 다르다.

천구좌표계(天球座標系, 영어: celestial coordinate system)는 천문학에서 위성, 행성, 항성, 은하 등 천체의 위치를 나타낼 때 사용하는 좌표계이다. 천구좌표계는 구면좌표계의 일종으로, 하늘을 둘러싼 가상의 구인 천구에서 천체의 방향을 가리키는 방식을 사용하는데, 이는 3차원으로 좌표를 표현하려면 해당 지점까지의 위치를 알아야 하는데, 천문학에서는 천체까지의 위치를 정확히 알 수 없거나, 거리가 중요하지 않은 경우도 많기 때문이다.

## 좌표계 종류
밑의 표는 천문학계에서 사용하는 좌표계의 목록이다. 좌표계들은 공통적으로 기본평면을 통해 천구를 2등분하며, 이 기본평면이 위도 계산의 기준점이 된다. 이는 지구 표면에서 나타내는 적도와 같은 개념이다. 극은 기본평면에서 ±90°지점에 위치한다. 기준 방향(Primary direction)은 경도 계산의 기준점이 된다. 좌표의 원점은 천구의 중심이지만, 천구의 개념 자체가 중심의 정의가 명확하지 않다.
| 좌표계                               | 중심 (원점)                  | 기본평면 (위도 0°) | 극         | 좌표         | 좌표                | 기준 방향 (경도 0°)              |
| 좌표계                               | 중심 (원점)                  | 기본평면 (위도 0°) | 극         | 위도         | 경도                | 기준 방향 (경도 0°)              |
| ------------------------------------ | ---------------------------- | ------------------ | ---------- | ------------ | ------------------- | -------------------------------- |
| 지평좌표계 (alt-az 방식, el-az 방식) | 관측자                       | 지평선             | 천정, 천저 | 고도 (a)     | 방위각 (A)          | 지평선에서의 북쪽 또는 남쪽 지점 |
| 적도좌표계                           | 지구의 중심 또는 태양의 중심 | 천구적도           | 천구의 극  | 적위 (δ)     | 적경 (α) (시각 (h)) | 춘분점                           |
| 황도좌표계                           | 지구의 중심 또는 태양의 중심 | 황도               | 황도의 극  | 황위 (β)     | 황경 (λ)            | 춘분점                           |
| 은하좌표계                           | 태양의 중심                  | 은하면             | 은하의 극  | 은위 (b)     | 은경 (l)            | 은하중심                         |
| 초은하좌표계                         |                              | 초은하면           | 초은하 극  | 초은위 (SGB) | 초은경 (SGL)        | 초은하면과 은하면의 교차점       |

### 지평좌표계
지평좌표계(고도-방위각 좌표계)는 지구의 관측자를 중심으로 하며, 관측자가 있는 지점의 이론상의 수평선과 별 사이의 관계를 나타낸다. 천체의 위치를 지평좌표계로 계산하면 위치가 계속해서 변하지만, 천체를 관측 및 추적하기에는 편리한 좌표계이다.

### 적도좌표계
적도좌표계는 지구의 중심이 기준이 되지만, 천구의 극과 춘분점을 기준으로 조정된 좌표계로, 좌표는 별들을 무한한 거리 바깥으로 투영했을 때의 별의 위치와 지구의 적도의 위치의 상대적이 차이로 결정된다. 적도좌표계는 태양계에서 보이는 별의 모습을 보여주며, 현대 사용되는 성도 대부분은 적도좌표계를 사용하고 있다.

### 황도좌표계
황도좌표계의 기본평면은 지구의 궤도면, 즉 황도면이다. 황도좌표계는 지구의 중심을 기준으로 한 지심 황도좌표계와 태양계의 질량중심을 기준으로 한 일심 황도좌표계로 나뉜다.
- 지심 황도좌표계는 오래 전부터 사용하던 체계로, 태양과 행성들의 움직임을 계산하는 데 아직도 사용되고 있다.[2]
- 일심 황도좌표계는 태양을 공전하는 행성들의 움직임을 서술하며, 행성들의 궤도 요소 계산에 주로 사용되고 있다.

### 은하좌표계
은하좌표계는 우리은하의 은하면을 기준면으로 사용하는 좌표로, 좌표계의 중심은 태양계이며 기준 방향은 은하중심이다. 은하 위도(은위)는 은하면으로부터 떨어진 거리를, 은하 경도(은경)는 은하 중심에서 떨어진 거리를 뜻한다.

### 초은하좌표계
초은하좌표계는 지구에서 보이는 은하의 평균 수보다 은하가 더 많이 포함된 기준면을 설정하여 좌표를 정의한다.

## 좌표 변환
한 좌표계를 다른 좌표계로 변환하는 것도 가능하다. 변환 시 참고 사항

### 기호
- 지평좌표계
  - A, 방위각
  - a, 고도
- 적도좌표계
  - α, 적경
  - δ, 적위
  - h, 시각
- 황도좌표계
  - λ, 황경
  - β, 황위
- 은하좌표계
  - l, 은경
  - b, 은위
- 기타
  - λo, 관측자의 경도
  - ϕo, 관측자의 위도
  - ε, 황도 경사 (약 23.4°)
  - θL, 지방 항성시
  - θG, 그리니치 항성시

### 시간각 ↔ 적경
{\displaystyle {\begin{aligned}h&=\theta _{\text{L}}-\alpha &&{\mbox{or}}&h&=\theta _{\text{G}}-\lambda _{\text{o}}-\alpha \\\alpha &=\theta _{\text{L}}-h&&{\mbox{or}}&\alpha &=\theta _{\text{G}}-\lambda _{\text{o}}-h\end{aligned}}}

### 적도 ↔ 황도
구면삼각법에서 유도된 원초적인 공식은 중괄호 오른쪽에 표시되어 있으며, 첫 식을 둘째 식으로 나누면 왼쪽의 단순한 탄젠트에 대한 식이 된다. 회전 행렬 등가는 식 아래에 주어져 있다. 이 식은 모호한 점이 있는데, 탄젠트의 주기는 180° (π)이지만 사인과 코사인의 주기는 360° (2π)이기 때문이다.
{\displaystyle {\begin{aligned}\tan \left(\lambda \right)&={\sin \left(\alpha \right)\cos \left(\varepsilon \right)+\tan \left(\delta \right)\sin \left(\varepsilon \right) \over \cos \left(\alpha \right)};\qquad {\begin{cases}\cos \left(\beta \right)\sin \left(\lambda \right)=\cos \left(\delta \right)\sin \left(\alpha \right)\cos \left(\varepsilon \right)+\sin \left(\delta \right)\sin \left(\varepsilon \right);\\\cos \left(\beta \right)\cos \left(\lambda \right)=\cos \left(\delta \right)\cos \left(\alpha \right).\end{cases}}\\\sin \left(\beta \right)&=\sin \left(\delta \right)\cos \left(\varepsilon \right)-\cos \left(\delta \right)\sin \left(\varepsilon \right)\sin \left(\alpha \right)\\[3pt]{\begin{bmatrix}\cos \left(\beta \right)\cos \left(\lambda \right)\\\cos \left(\beta \right)\sin \left(\lambda \right)\\\sin \left(\beta \right)\end{bmatrix}}&={\begin{bmatrix}1&0&0\\0&\cos \left(\varepsilon \right)&\sin \left(\varepsilon \right)\\0&-\sin \left(\varepsilon \right)&\cos \left(\varepsilon \right)\end{bmatrix}}{\begin{bmatrix}\cos \left(\delta \right)\cos \left(\alpha \right)\\\cos \left(\delta \right)\sin \left(\alpha \right)\\\sin \left(\delta \right)\end{bmatrix}}\\[6pt]\tan \left(\alpha \right)&={\sin \left(\lambda \right)\cos \left(\varepsilon \right)-\tan \left(\beta \right)\sin \left(\varepsilon \right) \over \cos \left(\lambda \right)};\qquad {\begin{cases}\cos \left(\delta \right)\sin \left(\alpha \right)=\cos \left(\beta \right)\sin \left(\lambda \right)\cos \left(\varepsilon \right)-\sin \left(\beta \right)\sin \left(\varepsilon \right);\\\cos \left(\delta \right)\cos \left(\alpha \right)=\cos \left(\beta \right)\cos \left(\lambda \right).\end{cases}}\\[3pt]\sin \left(\delta \right)&=\sin \left(\beta \right)\cos \left(\varepsilon \right)+\cos \left(\beta \right)\sin \left(\varepsilon \right)\sin \left(\lambda \right).\\[6pt]{\begin{bmatrix}\cos \left(\delta \right)\cos \left(\alpha \right)\\\cos \left(\delta \right)\sin \left(\alpha \right)\\\sin \left(\delta \right)\end{bmatrix}}&={\begin{bmatrix}1&0&0\\0&\cos \left(\varepsilon \right)&-\sin \left(\varepsilon \right)\\0&\sin \left(\varepsilon \right)&\cos \left(\varepsilon \right)\end{bmatrix}}{\begin{bmatrix}\cos \left(\beta \right)\cos \left(\lambda \right)\\\cos \left(\beta \right)\sin \left(\lambda \right)\\\sin \left(\beta \right)\end{bmatrix}}.\end{aligned}}}

### 적도 ↔ 지평
여기에서의 방위각(A)은 남쪽에서 서쪽을 향해 측정한 값임을 유념해야 한다. 천정으로부터 대원을 따라 천체까지 잰 각도를 뜻하는 천정거리는 고도의 여각으로, 90° − a이다.
{\displaystyle {\begin{aligned}\tan \left(A\right)&={\sin \left(h\right) \over \cos \left(h\right)\sin \left(\phi _{\text{o}}\right)-\tan \left(\delta \right)\cos \left(\phi _{\text{o}}\right)};\qquad {\begin{cases}\cos \left(a\right)\sin \left(A\right)=\cos \left(\delta \right)\sin \left(h\right);\\\cos \left(a\right)\cos \left(A\right)=\cos \left(\delta \right)\cos \left(h\right)\sin \left(\phi _{\text{o}}\right)-\sin \left(\delta \right)\cos \left(\phi _{\text{o}}\right)\end{cases}}\\[3pt]\sin \left(a\right)&=\sin \left(\phi _{\text{o}}\right)\sin \left(\delta \right)+\cos \left(\phi _{\text{o}}\right)\cos \left(\delta \right)\cos \left(h\right);\end{aligned}}}
A에 대해 tan(A)을 풀 때 아크탄젠트의 모호성을 피하기 위해서 arctan(x,y)을 뜻하는 atan2을 사용하기를 권장한다. 로, 계산되는 사분면을 묘사한다. 따라서, 방위각을 남쪽부터 시작해 서쪽으로 잰다고 한다면, 다음과 같다.
{\displaystyle A=-\arctan(x,y)},
여기서,
{\displaystyle {\begin{aligned}x&=-\sin \left(\phi _{\text{o}}\right)\cos \left(\delta \right)\cos \left(h\right)+\cos \left(\phi _{\text{o}}\right)\sin \left(\delta \right)\\y&=\cos \left(\delta \right)\sin \left(h\right)\end{aligned}}}
만약 위 식에서 A가 음수라면, 360°를 더해 양수로 만들 수 있다.
{\displaystyle {\begin{aligned}{\begin{bmatrix}\cos \left(a\right)\cos \left(A\right)\\\cos \left(a\right)\sin \left(A\right)\\\sin \left(a\right)\end{bmatrix}}&={\begin{bmatrix}\sin \left(\phi _{\text{o}}\right)&0&-\cos \left(\phi _{\text{o}}\right)\\0&1&0\\\cos \left(\phi _{\text{o}}\right)&0&\sin \left(\phi _{\text{o}}\right)\end{bmatrix}}{\begin{bmatrix}\cos \left(\delta \right)\cos \left(h\right)\\\cos \left(\delta \right)\sin \left(h\right)\\\sin \left(\delta \right)\end{bmatrix}}\\&={\begin{bmatrix}\sin \left(\phi _{\text{o}}\right)&0&-\cos \left(\phi _{\text{o}}\right)\\0&1&0\\\cos \left(\phi _{\text{o}}\right)&0&\sin \left(\phi _{\text{o}}\right)\end{bmatrix}}{\begin{bmatrix}\cos \left(\theta _{L}\right)&\sin \left(\theta _{L}\right)&0\\\sin \left(\theta _{L}\right)&-\cos \left(\theta _{L}\right)&0\\0&0&1\end{bmatrix}}{\begin{bmatrix}\cos \left(\delta \right)\cos \left(\alpha \right)\\\cos \left(\delta \right)\sin \left(\alpha \right)\\\sin \left(\delta \right)\end{bmatrix}};\\[6pt]\tan \left(h\right)&={\sin \left(A\right) \over \cos \left(A\right)\sin \left(\phi _{\text{o}}\right)+\tan \left(a\right)\cos \left(\phi _{\text{o}}\right)};\qquad {\begin{cases}\cos \left(\delta \right)\sin \left(h\right)=\cos \left(a\right)\sin \left(A\right);\\\cos \left(\delta \right)\cos \left(h\right)=\sin \left(a\right)\cos \left(\phi _{\text{o}}\right)+\cos \left(a\right)\cos \left(A\right)\sin \left(\phi _{\text{o}}\right)\end{cases}}\\[3pt]\sin \left(\delta \right)&=\sin \left(\phi _{\text{o}}\right)\sin \left(a\right)-\cos \left(\phi _{\text{o}}\right)\cos \left(a\right)\cos \left(A\right);\end{aligned}}}
아까와 같이, h에 대해 tan(h)을 풀 때는 atan2을 사용하기를 권장한다. 따라서, 방위각을 남쪽부터 시작해 서쪽으로 잰다고 한다면, 다음과 같다.
{\displaystyle h=\arctan(x,y)},
여기서,
{\displaystyle {\begin{aligned}x&=\sin \left(\phi _{\text{o}}\right)\cos \left(a\right)\cos \left(A\right)+\cos \left(\phi _{\text{o}}\right)\sin \left(a\right)\\y&=\cos \left(a\right)\sin \left(A\right)\\[3pt]{\begin{bmatrix}\cos \left(\delta \right)\cos \left(h\right)\\\cos \left(\delta \right)\sin \left(h\right)\\\sin \left(\delta \right)\end{bmatrix}}&={\begin{bmatrix}\sin \left(\phi _{\text{o}}\right)&0&\cos \left(\phi _{\text{o}}\right)\\0&1&0\\-\cos \left(\phi _{\text{o}}\right)&0&\sin \left(\phi _{\text{o}}\right)\end{bmatrix}}{\begin{bmatrix}\cos \left(a\right)\cos \left(A\right)\\\cos \left(a\right)\sin \left(A\right)\\\sin \left(a\right)\end{bmatrix}}\\{\begin{bmatrix}\cos \left(\delta \right)\cos \left(\alpha \right)\\\cos \left(\delta \right)\sin \left(\alpha \right)\\\sin \left(\delta \right)\end{bmatrix}}&={\begin{bmatrix}\cos \left(\theta _{L}\right)&\sin \left(\theta _{L}\right)&0\\\sin \left(\theta _{L}\right)&-\cos \left(\theta _{L}\right)&0\\0&0&1\end{bmatrix}}{\begin{bmatrix}\sin \left(\phi _{\text{o}}\right)&0&\cos \left(\phi _{\text{o}}\right)\\0&1&0\\-\cos \left(\phi _{\text{o}}\right)&0&\sin \left(\phi _{\text{o}}\right)\end{bmatrix}}{\begin{bmatrix}\cos \left(a\right)\cos \left(A\right)\\\cos \left(a\right)\sin \left(A\right)\\\sin \left(a\right)\end{bmatrix}}.\end{aligned}}}

### 적도 ↔ 은하
밑의 공식들은 적도좌표계 좌표를 은하좌표계 좌표로 바꾸기 위한 공식이다.
{\displaystyle {\begin{aligned}\sin \left(l-l_{\text{NCP}}\right)\cos(b)&=\sin \left(\delta \right)\cos \left(\delta _{\text{G}}\right)-\cos \left(\delta \right)\sin \left(\delta _{\text{G}}\right)\cos \left(\alpha -\alpha _{\text{G}}\right)\\\cos \left(l-l_{\text{NCP}}\right)\cos(b)&=\cos(\delta )\sin \left(\alpha -\alpha _{\text{G}}\right)\\\sin \left(b\right)&=\sin \left(\delta \right)\sin \left(\delta _{\text{G}}\right)+\cos \left(\delta \right)\cos \left(\delta _{\text{G}}\right)\cos \left(\alpha -\alpha _{\text{G}}\right)\end{aligned}}}
{\displaystyle \alpha _{\text{G}},\delta _{\text{G}}}는 은하 북극점의 적도좌표계 좌표이며, {\displaystyle l_{\text{NCP}}}는 천구의 북극의 은하 경도이다. J2000 역기점에 따르면, 각 상수의 수치는 다음과 같다.
{\displaystyle \alpha _{G}=192^{\circ }.85948\qquad \delta _{G}=27^{\circ }.12825\qquad l_{\text{NCP}}=32^{\circ }.93192}
만약 적도좌표계가 다른 분점을 나타낸다면, 공식을 적용하기 전 J2000 당시의 위치로 세차운동을 감안하여 위치를 이동시켜야 한다.
밑의 변환 공식은 B2000.0 역기점을 기준으로 한 공식이다.
{\displaystyle {\begin{aligned}\sin \left(\alpha -\alpha _{\text{G}}\right)\cos \left(\delta \right)&=\cos \left(b\right)\cos \left(l-l_{\text{NCP}}\right)\\\cos \left(\alpha -\alpha _{\text{G}}\right)\cos \left(\delta \right)&=\sin \left(b\right)\cos \left(\delta _{\text{G}}\right)-\cos \left(b\right)\sin \left(\delta _{\text{G}}\right)\sin \left(l-l_{\text{NCP}}\right)\\\sin \left(\delta \right)&=\sin \left(b\right)\sin \left(\delta _{\text{G}}\right)+\cos \left(b\right)\cos \left(\delta _{\text{G}}\right)\sin \left(l-l_{\text{NCP}}\right)\end{aligned}}}

### 변환 시 참고 사항
- 도( ° ), 분( ′ ), 초( ″ ) 형식으로 된 육십진법 각도는 계산 전 십진법 각도나 라디안으로 변환해야 한다. 음수 변환에서는 –10° 20′ 30″이 −10° −20′ −30″인 상태로 간주하고 변환해야 한다는 점을 주의해야 한다.
- 시( h ), 분( m ), 초( s ) 형식으로 된 시간각은 계산 전 십진법 각도나 라디안으로 변환해야 한다.
  - 1h = 15°; 1m = 15′; 1s = 15″
- 360° (2π) 초과 또는 0° 미만인 각은 0°~360° (0~2π) 범위로 변환한 후 계산하는 것이 편리하다.
- 위도(적위, 은위, 초은위)의 코사인 값은, 위도가 −90°~ +90°사이이기 때문에 언제나 양수가 된다.
- 역삼각함수 아크사인, 아크코사인, 아크탄젠트는 사분면을 여러 개로 해석할 수 있고, 따라서 결과를 신중히 평가해야 한다. 경도/적경/방위각을 계산할 때에는 atan2(atn2(y,x) 또는 atan2(y,x)형식으로 ⁠y/x⁠의 아크탄젠트 값을 계산함) 사용이 권장된다. 위도/젹위/고도를 계산할 때에는 아크사인이 뒤따르는 사인함수를 찾는 방정식이 권장된다.
- 위에서 방위각(A)은 지평선의 남쪽부터 측정한다고 정의했으며, 따라서 남쪽 자오선 위에 떠 있는 천체는 A = h = 0°이 된다. 하지만 방위각의 정의뿐만 아니라 실제 많은 곳에서는 방위각을 북쪽부터 동쪽을 향해 잰다.
- 고도(a)는 대기 굴절을 고려하지 않는다.
- 지평좌표계의 공식에서는 일주시차를 고려하지 않는다. 이 효과는 달이 가장 크고, 행성은 이보다 작으며 항성은 거의 없다.
- 여기에서의 관측자의 경도(λo)은 본초자오선으로부터 서쪽으로 재는데, 이는 현재 국제천문연맹의 기준과 정 반대이다.

## 같이 보기
- 방위각
- 천구
- 국제 천체 참조 체계
- 궤도 요소

## 참고 자료
- 이 문서에는 다음커뮤니케이션(현 카카오)에서 GFDL 또는 CC-SA 라이선스로 배포한 글로벌 세계대백과사전의 내용을 기초로 작성된 글이 포함되어 있습니다.
- Smart, William Marshall (1949). 《Text-book on spherical astronomy》. Cambridge University Press. Bibcode:1965tbsa.book.....S.
- Lang, Kenneth R. (1978). 《Astrophysical Formulae》. Springer. Bibcode:1978afcp.book.....L. ISBN 3-540-09064-9.
- Taff, L. G. (1980). 《Computational spherical astronomy》. Wiley. Bibcode:1981csa..book.....T.
- Karttunen, H.; Kröger, P.; Oja, H.; Poutanen, M.; Donner, H. J. (2006). 《Fundamental Astronomy》. Bibcode:2003fuas.book.....K. ISBN 978-3-540-34143-7.
- Roth, G. D. 《Handbuch für Sternenfreunde》. Springer. ISBN 3-540-19436-3.